# نباش القمامة

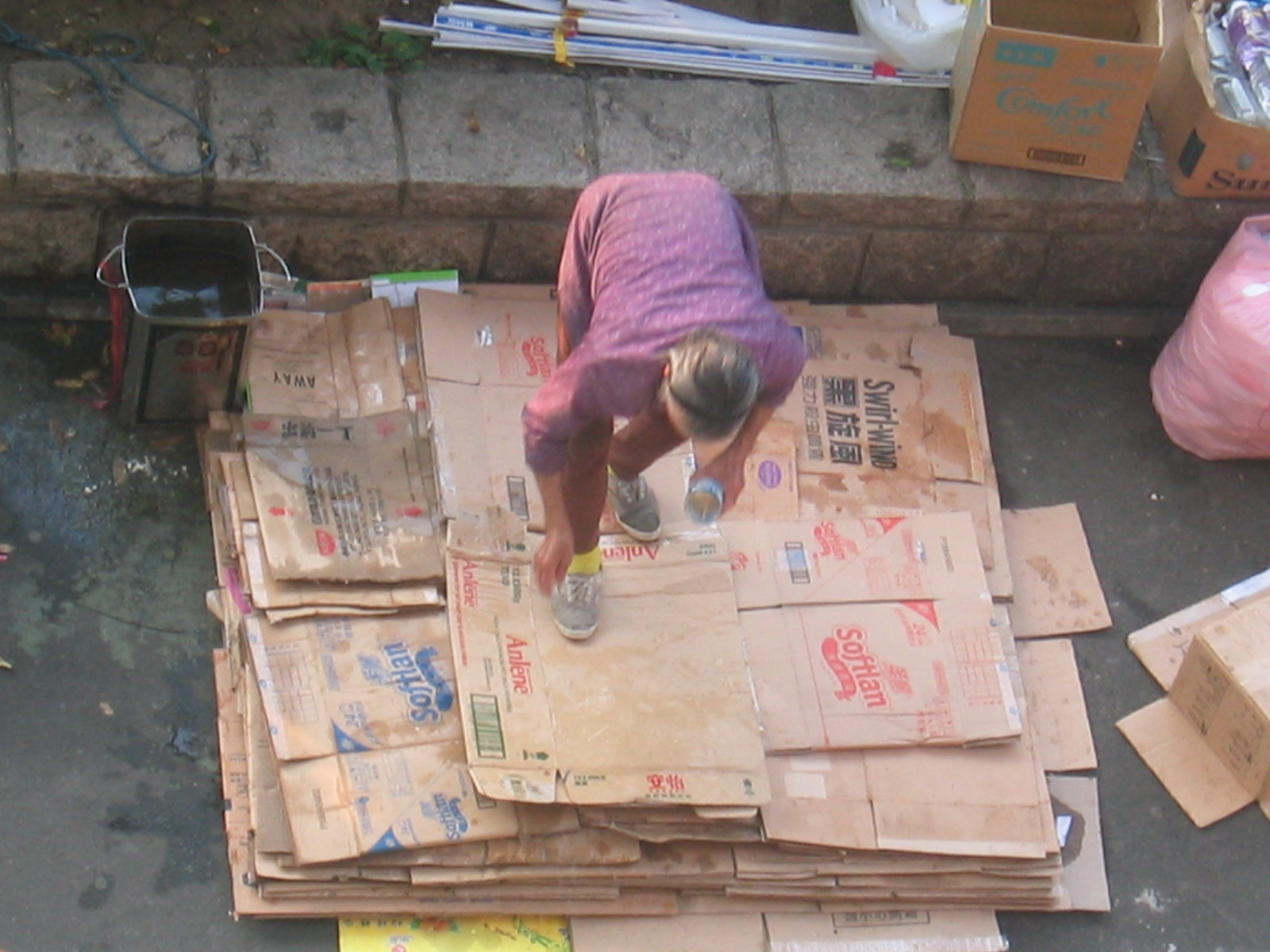
نباشة قمامة في هونغ كونغ تصب الماء على الورق التي جمعته لتزيد من وزنه.

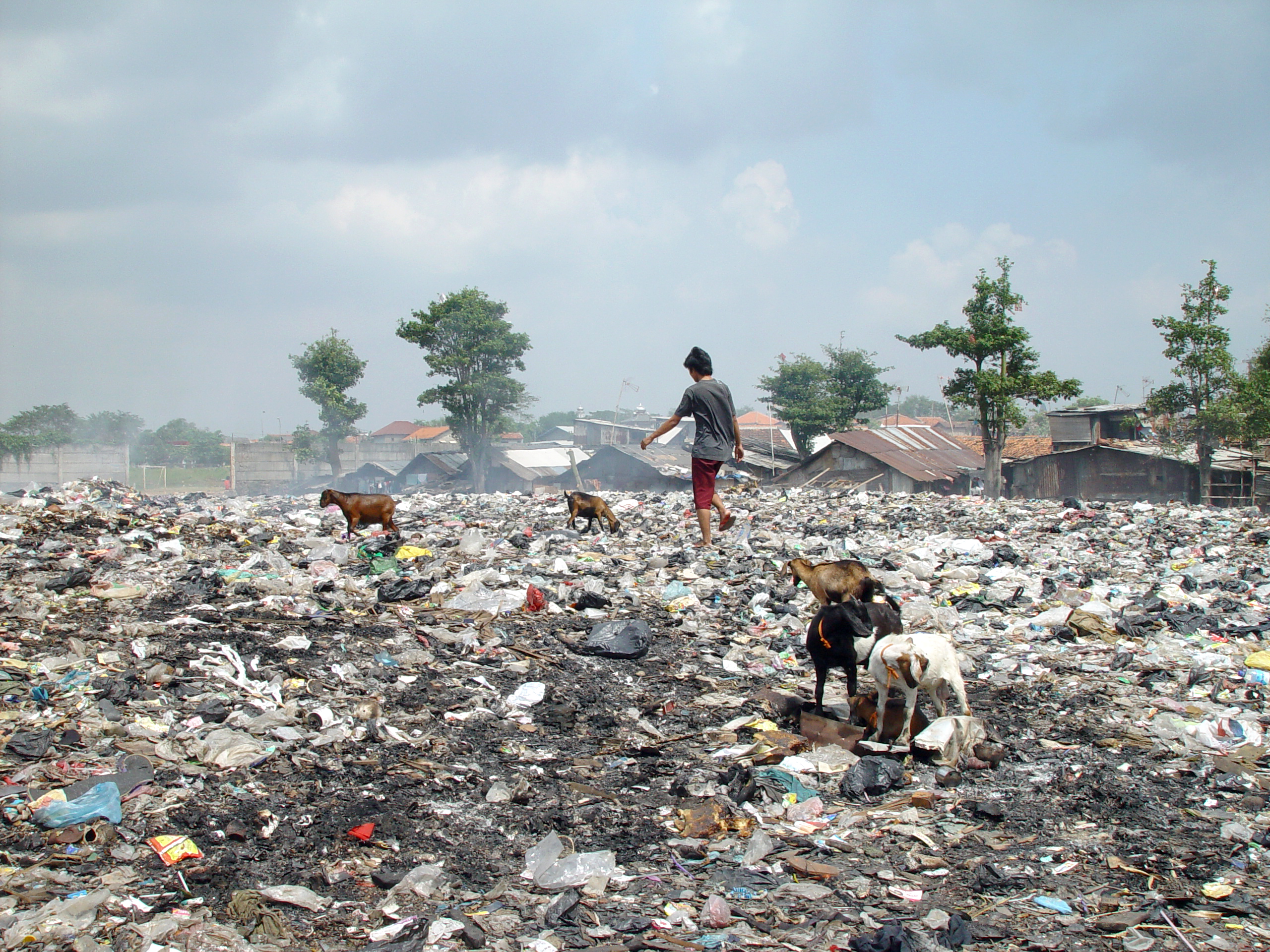
نبش القمامة في جاكرتا، إندونيسيا

نباش القمامة هو شخص يقوم بجمع المواد التي يستغني عنها الأخرون والتي تكون قابلة لإعادة الاستعمال وذلك لبيعها أو للاستهلاك الشخصي. هناك الملايين من نباشين القمامة حول العالم، ويتركزون في البلدان النامية، لكن يتواجدون في المجتمعات الصناعية أيضاً.
أشكال متعددة من نبش القمامة تم مزاولتها منذ العصور القديمة، لكن التقاليد الحديثة لنبش القمامة أخذت مكانها خلال تطور التصنيع في القرن التاسع عشر. في نصف قرن الماضي، انتشر نبش القمامة بشكل واسع في البلدان النامية بسبب التمدد الحضري. تقوم معظم المدن بجمع النفايات الصلبة فقط.

## الانتشار والإحصائيات
هناك قلة في عدد المصادر الموثوقة التي تذكر عدد وتوزع النباشين حوال العالم. معظم الأبحاث العلمية على النباشين تكون نوعية وليست كمية. تجميع بيانات بشكل منظم وعلى نطاق واسع أمر صعب بسبب طبيعة المهنة غير الرسمية، والعمل بشكل موسمي متغير، والانتشار المتفرق والتغير في مواقع العمل. أيضًا، يكره معظم الباحثون إنتاج كميات كبيرة من البيانات خوفاً من تبرير حملات قمع على عمل نبش القمامة من قبل السلطات.لذلك، لاتوجد تقديرات على نطاق واسع وتستنتج من خلال قراءات الأبحاث صغيرة الحجم. في كتاب (The World's Scavengers)، يقدم مارتن مدينة (Martin Medina)دليلاً مهنجياً في البحث العلمي عن نبش القمامة.

## الأسباب

### في البلدان النامية
تسببت الهجرة داخل البلاد بالإضافة إلى معدلات الخصوبة المتزايدة خلال نصف القرن الماضي في نمو تعداد سكان المدن بشكل سريع في العالم النامي. من المتوقع أن يتضاعف عدد سكان العالم في المناطق الحضرية بين عامي 1987 و2015، مع حدوث 90% من هذا النمو في البلدان النامية. استقر الكثير من السكان الجدد في الأحياء الفقيرة الحضرية والمستوطنات العشوائية، تلتي توسعت بسرعة دون تخطيط مركزي. وجد تقرير الأمم المتحدة للمَوَاطن الصادر عن برنامج الأمم المتحدة للمستوطنات البشرية أن نحو مليار شخص حول العالم يعيشون في أحياء فقيرة، أي نحو ثلث سكان المناطق الحضرية في العالم.
أدى التوسع الحضري السريع إلى زيادة كبيرة في الطلب على خدمات جمع النفايات خارج الأطر الرسمية، إذ كانت المدن تفتقر إلى البنية التحتية والموارد لجمع إجمالي النفايات الناتجة عن سكانها. تجمع مدن العالم النامي اليوم 50-80% فقط من النفايات الناتجة عن السكان، وذلك على الرغم من إنفاق 30-50% من ميزانيات العمليات على إدارة النفايات. يلجأ السكان والشركات إلى حرق القمامة أو التخلص منها في الشوارع والأنهار والأراضي غير المأهولة ومدافن النفايات المفتوحة، التي تُعد جميعها مصدرًا لتلوث الهواء والأرض والمياه، ما يهدد صحة الإنسان والبيئة. يساعد جامعو النفايات غير الرسميين في التخفيف من هذا الضرر من خلال جمع المواد القابلة لإعادة التدوير إما بطريقة التجوال أو باستخدام عربات الدفع التي تُسحب بشكل يدوي، والدراجات ثلاثية العجلات، والعربات التي تجرها الحمير، والعربات التي تجرها الأحصنة، وشاحنات نصف النقل.
سهّل التحضر من منظور العرض، في توسيع عملية التقاط المخلفات من خلال إنشاء مجموعة كبيرة من السكان العاطلين عن العمل والذين يعانون من العمالة الناقصة مع القليل من الوسائل البديلة المتوفرة لكسب الرزق. تُوفر وظيفة التقاط النفايات -المعروفة بأنها «الصناعة الوحيدة التي تُوفر فرص عمل دائمًا»- سندًا للكثيرين الذين يفقدون وظائفهم خلال أوقات الحرب والأزمات والركود الاقتصادي في البلدان التي لا تمتلك أنظمة رعاية اجتماعية. وهي واحدة من فرص العمل القليلة المتاحة للأشخاص الذين يفتقرون إلى التعليم الرسمي أو الخبرة الوظيفية.

### في البلدان ما بعد الصناعية
لم يزدهر التقاط النفايات بالطريقة الحديثة في الولايات المتحدة وأوروبا حتى القرن التاسع عشر، على الرغم من وجود وثائق عن جامعي الخردة والنفايات المعدنية الذين يزودون مصانع الورق والمسابك بالسلع في وقت مبكر من القرن السابع عشر. مثلما هو الحال في العالم النامي، أدى الجمع بين التحول الصناعي والتحضر إلى ثلاثة اتجاهات فضلت ازدهار صناعة جمع المخلفات غير الرسمية، وهي: زيادة توليد النفايات الحضرية، وزيادة الطلب على المواد الخام المُستخدمة في الصناعة، وزيادة أعداد سكان المناطق الحضرية الذين يحتاجون سبل العيش. عُرف ملتقطو النفايات في تلك الحقبة بفئران الشوارع، والمتجولين، وجامعي الخردة، ونباشي الوحل، والّلقّاطين. انخفض معدل التقاط النفايات بحلول منتصف القرن العشرين، إذ أُضفي الطابع الرسمي على صناعات إدارة النفايات، وخفضت دول الرفاهية اعتماد الفقراء على صناعة إعادة التدوير غير الرسمية.
مع ذلك، بدأت عمليات إعادة التدوير غير الرسمية في أجزاء من الولايات المتحدة وأوروبا الغربية في النمو بشكل سريع مرة أخرى بدءًا من منتصف تسعينيات القرن العشرين. ساهم عاملان في ازدهار هذه الصناعة: أولاً، ارتفاع الطلب على إعادة التدوير بسبب زيادة تولد النفايات وانخفاض المساحة المتبقية في مدافن النفايات، واختراع تقنيات إعادة تدوير جديدة، بالإضافة إلى جهود دعاة حماية البيئة. في عام 1985، كان هناك برنامج فرعي واحد فقط لإعادة التدوير في الولايات المتحدة. وبحلول عام 1998، كان هناك 9000 برنامج من هذا النوع و 12000 مركز تسليم لإعادة التدوير. جرى تمرير القوانين في بعض الولايات التي ألزمت القيام بعملية إعادة التدوير. ثانيًا، أدت التغييرات في الاقتصاد السياسي -بما في ذلك فقدان وظائف التصنيع والتخفيضات في الوظائف الحكومية وتراجع الرعاية الاجتماعية الحكومية- إلى زيادة عدد الفقراء والعاملين الفقراء والمشردين، لذا كان هناك المزيد من الأشخاص المهتمين بنبش القمامة بصفتها مهنة ذات دوام كامل أو وظيفة إضافية.
يقوم نباشو القمامة الأمريكيون في الغالب بجمع العلب والزجاجات والكرتون. يعمل العديد من المهاجرين نباشي قمامة بسبب حواجز اللغة والوثائق التي تحد من فرصهم للعمل في مكان آخر. يعمل العديد من الأشخاص الذين لا يملكون مأوى أيضًا نباشي قمامة، ويصفها البعض بأنها البديل الوحيد للتسول. تستخدم بعض شركات إعادة التدوير عربات نقل لزيادة الإنتاج بينما يعمل البعض الآخر سيرًا على الأقدام باستخدام عربات يجرها البشر. تشير أدلة غير رسمية إلى أن معظم نباشي القمامة الأمريكيين من الذكور، إذ يُعتبر التقاط النفايات على نطاق واسع عملًا قذرًا وشاقًا للغاية بالنسبة للنساء. ادعت عالمة الاجتماع تيريزا غوان -في أثناء دراسة إثنوغرافية للمشردين القائمين على إعادة التدوير في سان فرانسيسكو- أنها التقت بمئات النباشين الذكور، وأربع نباشات قمامة فقط.

## التكاليف والفوائد

### الفوائد الاجتماعية والبيئية
يوفر نبش القمامة فوائد بيئية واقتصادية واجتماعية كبيرة:
- خلق فرص العمل: يوفر انتقاء النفايات مصدرًا لكسب الرزق للأشخاص الذين يعانون من الفقر المدقع مع القليل من فرص العمل الأخرى. على الرغم من أن العديد من نباشي القمامة يمارسون مهنتهم بمثابة مهنة بدوام كامل، فإن مواعيد عملها المرنة تجعلها في متناول النساء اللواتي لديهن مسؤوليات رعاية أخرى وللأشخاص الذين يتطلعون إلى تكملة الدخل من وظائف أخرى. يُعتبر نبش القمامة بمثابة شبكة أمان لأطفال الشوارع والأيتام والمسنين والأرامل والمهاجرين والمعوقين والعاطلين عن العمل وضحايا النزاعات المسلحة في أوقات الحاجة. يعود نبش القمامة بالفائدة على الاقتصاد العام من خلال توفير المواد الخام للصناعة وخلق العديد من الوظائف ذات الصلة للوسطاء الذين يشترون ويفرزون ويعالجون ويعيدون بيع المواد التي يجمعها نباشي القمامة.
- الصحة العامة والإصحاح: يجمع نباشو القمامة النفايات من الأحياء التي تفتقر إلى الخدمات العامة. سيضطر السكان إلى حرق القمامة، أو التخلص منها في الأنهار والشوارع والأراضي الفارغة دون وجود جامعي النفايات. يقدم نباشو القمامة خدمة إزالة النفايات الصلبة الوحيدة في العديد من المدن.
- المدخرات البلدية: يوفر نباشي القمامة وفقًا لتقرير برنامج الأمم المتحدة للمستوطنات البشرية (UN–HABITAT) لعام  2010 ما بين 50 و100% من خدمات جمع النفايات في معظم مدن العالم النامي، وهو ما يمثل دعمًا جماعيًا لحكومات المدينة، الذين لا يدفعون مقابل هذا العمل. علاوة على ذلك، تزيد عملية إعادة التدوير من عمر مكبات نفايات المدينة ومدافنها.[12]
- الحد من التلوث والتخفيف من تغير المناخ: يوفر نباشو القمامة من خلال جمع كمية المواد الخام اللازمة للإنتاج مساحةً في مدافن النفايات، ما يقلل من استهلاك المياه والطاقة، ويقلل من تلوث الهواء والمياه، ويخفف من تغير المناخ.[13] منذ عام 2009، حضرت وفود دولية من نباشي القمامة ما لا يقل عن خمسة مؤتمرات عالمية بشأن تغير المناخ للمطالبة باستثمار صناديق المناخ في برامج استعادة الموارد التي ستساعد في ضمان سبل عيش نباشي القمامة، بدلاً من تقنيات التخلص من النفايات مثل استخدام المحارق.[14]

### التكاليف الاجتماعية
لا ينتج نباشو القمامة فوائد اجتماعية فحسب، بل خسائر محتملة أيضًا. وتشمل هذه:
- المخاطر المهنية: انظر المناقشة أدناه.
- عمالة الأطفال: يعمل الأطفال بمثابة نباشي قمامة عادةً. قد يتعارض ذلك مع تعليمهم، أو يضر بسلامتهم الجسدية والعاطفية والاجتماعية.[15]
- القمامة: ينشر نباشو القمامة الذين يعملون في الشوارع أحيانًا النفايات من أكياس القمامة، ويلطخون الرصيف بالنفايات ويخلقون المزيد من العمل لكناسي الشوارع في المدينة.[16]
- الإزعاج العام: ينظر الكثير من الناس إلى نباشي القمامة على أنهم مصدر إزعاج أو مصدر عار لمجتمعاتهم. يؤدي فقر نباشي القمامة الظاهر ونقص رعايتهم الصحية إلى إخافة بعض الناس. يجادل الكثيرون في البلدان النامية على وجه الخصوص بأن الخدمات الحديثة يجب أن تحل محل نباشي القمامة.[17]
- سرقة الممتلكات العامة: من المعروف أن ملتقطي النفايات يسرقون ويذوبون ويعيدون بيع الممتلكات العامة في بعض المدن، مثل أسلاك النحاس الكهربائية الهاتفية أو السياجات الفولاذية أو أغطية غرف التفتيش.

### المخاطر المهنية

#### المخاطر الصحية
يوجد هناك انتشار كبير للأمراض بين نباشي القمامة بسبب تعرضهم للمواد الخطرة مثل المواد البرازية والورق المشبع بالمواد السامة والزجاجات والحاويات ذات المخلفات الكيميائية والإبر الملوثة والمعادن الثقيلة الموجودة في البطاريات. وجدت دراسة في مكسيكو سيتي أن متوسط عمر جامع نفايات مكب النفايات هو 39 عامًا، مقارنةً بالمتوسط الوطني البالغ 69 عامًا، على الرغم من أن دراسة لاحقة للبنك الدولي قدرت أن العمر الافتراضي هو 53 عامًا. أظهرت دراسة أجريت في بورسعيد في مصر عام 1981، أن معدل وفيات الرضع يبلغ 1/3 بين نباشي القمامة (يموت واحد من كل ثلاثة أطفال قبل بلوغهم عمر السنة).

#### مخاطر الإصابة
تُعد إصابات الظهر واليد التي تسببها رفع الأشياء الثقيلة بمعدات قليلة، من بين الأنواع الأكثر شيوعًا للإصابات المتعلقة بوظائف نباشي القمامة. أبلغ جميع العمال تقريبًا عن ألم في الظهر والساقين والكتفين والذراعين واليدين، وفق في دراسة أجريت على 48 ملتقط للنفايات في سانتو أندريه في البرازيل. يتعرض نباشو القمامة الذين يعملون في مكبات مكشوفة لكميات كبيرة من الأبخرة السامة، ويواجهون تهديدات شديدة أخرى بما في ذلك دهسهم بالشاحنات ووقوعهم ضحايا لانزلاقات سطح المكبات والقمامة، بالإضافة إلى الحرائق. قُتل عدة مئات من ملتقطي النفايات في 10 يوليو عام 2000، بسبب انزلاق قمامة من جبل قمامة ضخم بعد هطول أمطار موسمية في مكب مفتوح في بايتس في الفلبين. 

## وصلات إضافية
- Velis, C. et. al (2012). An analytical framework and tool ('InteRa') for integrating the informal recycling sector in waste and resource management systems in developing countries. Waste Management & Research 30(9) Supplement 43–66
- Global Alliance of Waste Pickers.
- "scavenger%20cooperative" Scavenger Cooperatives in Asia and Latin America (PDF)
- wastepickers
- a virtual exhibition about ragpickers
- Cartoneando: the web page of Cooperativa Amanecer de los Cartoneros and Movimiento de Trabajadores Excluidos, the largest cartoneros organization in Argentina
- Participatory Sustainable Waste Management: Informal recycling & cooperatives in Brazil and Canada